# Tuggeranong United Football Club
O Tuggeranong United Football Club ou TUFC é um clube semi-profissional de futebol com sede em Tuggeranong, ACT, Austrália. A equipe compete na National Premier Leagues.

## História
O clube foi fundado em 1976.